# Maud Allan

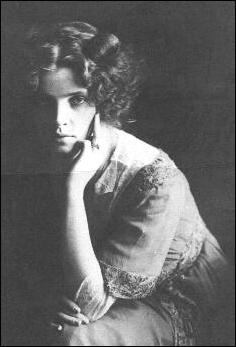
Maud Allan

Maud Allan, geborene Beulah Maude Durrant, (* 27. August 1873 in Toronto, Ontario, Kanada; † 7. Oktober 1956 in Los Angeles, Kalifornien, USA) war eine kanadisch-amerikanische Tänzerin.

## Leben
Maud Allan wurde als zweites Kind und einzige Tochter (sie hatte einen älteren Bruder) des umherziehenden Schuhmachers William Durrant und seiner Frau Isabella geboren. Als Maud fünf Jahre alt war, zog die Familie auf der Suche nach besseren Arbeitsmöglichkeiten nach San Francisco. Dort studierte Maud Musik mit dem Ziel, Konzertpianistin zu werden. 1895 setzte sie ihre Ausbildung an der  Königlichen Akademischen Hochschule für Musik in Berlin fort. Ende 1897 wurde ihr Bruder Theo Durrant in San Francisco wegen Mordes an zwei jungen Frauen verhaftet, im Januar 1898 zum Tode verurteilt und hingerichtet.
Um ihren Aufenthalt in Deutschland zu finanzieren, versuchte sich Maud mit verschiedenen Arbeiten. U.a. arbeitete sie als Model für kosmetische Produkte, führte Schneiderarbeiten aus und entwarf Korsagen.

Maud Allan als Salome

Der belgische Musikkritiker Marcel Remy wurde ihr Mentor und schrieb die Musik zu The Vision of Salome, das zu ihrem Hauptwerk wurde. Max Reinhardts Inszenierung von Oscar Wildes Salome (1904) beeinflusste Maud Allans Interpretationen. Sie begann ihre Laufbahn als Tänzerin mit ihrem Debüt im Wiener Konservatorium am 24. Dezember 1903.
Es folgten Auftritte u. a. in Brüssel (1904), Lüttich (1905) und Berlin (1905/06). Das Musikstudium gab sie auf. Die erste Aufführung von The Vision of Salome fand am 2. Dezember 1906 im Wiener Carltheater statt. Ihr Tanz wurde nicht als bloße Nachahmung von Isadora Duncan bewertet, obwohl ihr Tanz sicherlich von Duncan und anderen Tänzerinnen beeinflusst war.
Ein Engagement im Münchner Schauspielhaus kam aufgrund der Zensur nur als geschlossene Veranstaltung zustande. Die Bewegungen von Allan hatten eine nicht zu leugnende sinnliche Komponente, ebenso ihre Posen und Kostüme. Am 7. Mai 1907 trat sie im Théâtre des Variétés in Paris einen Tag vor Richard Strauss’ Opernpremiere Salome im Théâtre du Châtelet auf. Für kurze Zeit war sie Mitglied der Loïe-Fuller-Company.
In Marienbad tanzte sie vor König Eduard VII., der sie ans Palace Theatre in London empfahl. Die dortige Premiere am 8. März 1908 wurde ein triumphaler Erfolg. Dieses Gastspiel endete erst im November 1909. Es ließ sie zum Symbol der Ära Edwards VII. werden. Im Jahr zuvor veröffentlichte sie ihre Autobiographie My Life and Dancing.
Ihren weniger erfolgreichen Auftritten in Sankt Petersburg und Moskau schloss sich 1910 eine Amerika-Tournee an. Von Claude Debussy stammte die Partitur für ihr orientalisches Ballett Khamma, das jedoch nie zur Aufführung gelangte. Im November 1911 unternahm sie eine Tournee in Südafrika und machte in Johannesburg Bekanntschaft mit dem Cherniavsky Trio. Gemeinsam unternahmen sie von 1913 bis 1915 eine Gastspielreise nach Indien, Australien und Asien.
1916 kehrte Maud Allan nach London zurück, um ihre Karriere nach zweijähriger Abwesenheit neu aufleben zu lassen. Sie wurde unfreiwillige Hauptperson in einem Zeitungsskandal. Der Journalist und Parlamentarier Noel Pemberton-Billing behauptete am 26. Januar 1918 in seiner Zeitung Vigilante von der Existenz eines „Black Book“ zu wissen, in dem 47.000 Namen von britischen Homosexuellen verzeichnet wären. Anfang Februar organisierte J. T. Grein zwei private Vorstellungen, bei denen Allan als Salome auftrat. Für das Verbot eines öffentlichen Auftritts hatte Lord Arthur Neville Chamberlain persönlich gesorgt. Am 16. Februar 1918 kommentierte Pemberton-Billing in seinem Vigilante diese Auftritte in einem Artikel mit dem Titel Cult of the Clitoris. Darin beschuldigte er Allan eine Lesbe zu sein und dieses „Black Book“ zu besitzen. Nach dem Prozess gegen Noel Pemberton-Billin blieb Maud Allan noch kurze Zeit in London. Da ihr Ruf durch den Skandal angeschlagen war und ihre Popularität sank, entschloss sie sich zur Rückkehr nach Los Angeles.
Dort spielte sie die Hauptrolle in dem Film The Rugmaker’s Daughter. Mit dem Ballett Noir the Slave, in dem Ernest Bloch dirigierte, tourte sie 1916 in den Vereinigten Staaten. 1918 wirkte sie in einer Aufführung der Independent Theatre Society in London in Oscar Wildes Salome mit. Weitere Gastspielreisen führten sie 1920 mit dem Cherniavsky Trio erneut nach Südafrika und 1928 nach Ägypten und Malta.
1932 erschien sie in einer kleinen Rolle in Max Reinhardts Produktion The Miracle. Vermutlich etablierte sie in dieser Zeit eine Tanzschule in ihrer Londoner Residenz West Wing. 1938 letzter Auftritt in Redlands Bowl.
Mitte 1941 kehrte Maud Allan endgültig nach Los Angeles zurück. Dort starb sie 15 Jahre später.

## Filmografie
- 1915: The Rug Maker’s Daughter

## Schriften
- My life and dancing. Autobiography, Everett, London 1908